# Scotia Bank
Die Scotia Bank (englisch) ist eine rund 300 m unter dem Meeresspiegel liegende submarine Bank im Weddell-Meer vor der Caird-Küste des ostantarktischen Coatslands.
Benannt ist sie seit Juni 1997 auf Vorschlag des Vermessungsingenieurs und Glaziologen Heinrich Hinze vom Alfred-Wegener-Institut. Namensgeberin ist die Scotia, das Schiff der Scottish National Antarctic Expedition (1902–1904) unter der Leitung des schottischen Polarforschers William Speirs Bruce, dessen südlichster erreichter Punkt mit der geographischen Lage dieser Bank zusammenfällt.